# Álvaro Sueiro y Vilariño
Álvaro Sueiro Villarino (Puebla de Trives, 12 de enero de 1892-Zaragoza, 24 de enero de 1953) fue un militar español. Llegó a tomar parte en la guerra de Marruecos y, dentro del bando sublevado, en la guerra civil española. En ocasiones, su segundo apellido es escrito como Villariño o Vilariño.

## Biografía

### Carrera militar
Álvaro Sueiro Villarino ingresó en la Academia de Infantería en 1908, en la promoción siguiente a la de Franco. Tras graduarse como Segundo Teniente en 1911, estuvo destinado en Asturias, al igual que otros futuros africanistas de su generación, como Franco, Camilo Alonso Vega, Miguel Campins o Francisco Franco Salgado-Araujo. Muy pronto pasó a Marruecos, donde combatiría hasta el final de las campañas de pacificación.
En 1920, siendo Capitán, fue uno de los primeros oficiales del recién creado Tercio de Extranjeros (Legión Española), donde se hizo cargo del mando de la 6.ª Compañía de la II Bandera. En 1926, ya Comandante, participó en el Desembarco de Alhucemas.
Por los méritos contraídos durante la Campaña de Marruecos fue ascendido a teniente coronel (1927) y recibió la Medalla Militar Individual (1929).
En 1927 es uno de los miembros de la comisión organizadora de la Academia General Militar, de la que sería profesor desde 1928 hasta su cierre definitivo en 1931.
Tras la proclamación de la Segunda República, Sueiro fue uno de los oficiales cuyos ascensos por méritos de guerra fueron sometidos a revisión. Finalmente, su ascenso a teniente coronel fue confirmado en 1933.

### Guerra civil
Se unió al alzamiento militar del 18 de julio de 1936 y fue uno de los organizadores de las fuerzas sublevadas en Aragón.
En 1937, siendo ya coronel, intervino en los combates que sucedieron a la ofensiva republicana, mando de la I Brigada de la 51.ª División.
En noviembre de 1937, con el empleo de General de Brigada estampillado, es designado para mandar la recién creada 53.ª División. Permanece al mando de esta División hasta el final de la guerra y participa en la defensa de la cabeza de puente de Balaguer, en los combates del Segre y Serós, y en la campaña final de Cataluña. En el último mes de guerra es ascendido al empleo de General de Brigada efectivo.

### Postguerra
Tras terminar la Guerra Civil la 53.ª División fue disuelta y el General Sueiro pasó a mandar la 51.ª División. En 1942 ascendió a General de División, continuando al frente de la 51.ª División. En este mismo empleo desempeñaría más tarde el puesto de director general de Enseñanza Militar. En 1949 ascendió a Teniente General y fue nombrado Capitán General de la V Región Militar. Ocupaba este puesto cuando falleció en enero de 1953.

## El General Sueiro y Zaragoza
- Siendo el General Sueiro Capitán General de Zaragoza, se creó el patronato de la Aljafería, con el objetivo de restaurar las estancias históricas de lo que era entonces un acuartelamiento militar. El General Sueiro apoyó que la parte a restaurar se sustrajera al acuartelemiento.[12]
- Durante cincuenta años, una calle del centro de Zaragoza llevó el nombre del General Sueiro. Desde 2009, la calle se llama José María Lacarra, en aplicación de la Ley de la Memoria Histórica.[13]
- Sus restos reposan en la cripta del Pilar.[14]